# 平原みなみ
平原 みなみ（ひらはら みなみ、1993年9月9日 - ）は、日本のAV女優。ライフプロモーション所属。
身長:157cm。スリーサイズ:B80(B)・W56・H80cm。

## 略歴・人物
2011年に“元AKB研究生”の触れ込みでデビュー。当初は着エロなどのイメージDVDに出演。
2012年5月にAVデビュー。

## 出演作品

### イメージDVD
- 元アイドル研究生がついに!（2011年12月9日、キングダム）
- 有名アイドルになりたかった研究生。（2012年1月27日、キングダム）
- 研究生のファーストヌード!（2012年2月24日、キングダム）
- 研究生の花園。（2012年3月23日、キングダム）
- 研究生のファイナルミッション!（2012年4月13日、キングダム）
- やっぱり着エロが好き（2012年11月30日、グラッソ）
- 無修正 〜GOKUERO編〜 〜NUDE編〜 （2013年1月31日、キングダム）※未公開映像を含む再編集作品

### アダルトDVD
2012年
- A○Bになりたかった国民的アイドル候補生 AV解禁（5月20日、ピーターズMAX Jr.）
- A○B48体位 国民的アイドル候補生 平原みなみ 初めての経験（6月20日、ピーターズMAX Jr.）
- エスカレートする Jr.アイドル（7月20日、ピーターズMAX Jr.）
- Jr.アイドルの恥ずかしい淫語（8月20日、ピーターズMAX Jr.）
- 僕だけのセンター（9月20日、ピーターズMAX Jr.）
- 平原みなみのパイパンシャワー（10月20日、ピーターズMAX Jr.）
- 白いごちそう（11月20日、ピーターズMAX Jr.）
- A○Bになりたかった国民的アイドル候補生が集結! Jr.アイドル乱交学園（12月20日、ピーターズMAX Jr.）

2013年
- 美少女即ハメ白書 08（1月22日、ソクハメラボ）
- 美少女とオジサンの厚熟中出し性交（2月25日、本中）
- 私が一番かわいいんだもん！センター争奪戦! AVアイドル乱交（3月1日、ZUKKON BAKKON）
- 卑猥なワレメとパイパン性交（3月8日、ワープエンタテインメント）
- 就職活動中のリクルートスーツを着た女子大生の蒸れたストッキング 2（4月5日、フリーダム）
- BNAG全部のせハードプレイ学園（4月13日、MOODYZ）
- 1発が大量な濃厚ザーメンをゴックンしてから、また勃ってきちゃいそうなほど丁寧なおそうじフェラ（4月19日、ワープエンタテインメント）
- 肉壷（俺専用） 美術部 みなみ（4月26日、ラマ）